# San Pedro de la Nave-Almendra
San Pedro de la Nave-Almendra  és un municipi de la província de Zamora a la comunitat autònoma de Castella i Lleó.

## Demografia
| 1991 | 1996 | 2001 | 2004 |
| ---- | ---- | ---- | ---- |
| 549  | 540  | 499  | 477  |